# Fase (stof)
Fase duidt in de scheikunde en de natuurkunde op de verschijningsvorm van een stof met macroscopisch gezien homogene chemische en fysische eigenschappen. Deze eigenschappen hebben het karakter van een statistisch gemiddelde. Bijgevolg is het begrip fase enkel gedefinieerd voor een hoeveelheid materie van voldoende grootte. Twee fasen worden van elkaar gescheiden door een scheidingsvlak; meer specifiek is de meniscus het scheidingsvlak tussen twee niet mengbare vloeistoffen, of tussen een vloeistof en een gas.
Klassiek onderkende men als macroscopische verschijningsvormen de aggregatietoestanden vast, vloeibaar en gasvormig. Later werden daaraan nog de aggregatietoestanden plasma en bose-einsteincondensaat toegevoegd. Met name binnen de vaste verschijningsvorm bestaan nog verschillen, zoals tussen grafiet en diamant, twee verschillende fasen van vaste koolstof.
De chemische thermodynamica houdt zich bezig met de studie van verschillende fasen en de overgangen daartussen, de faseovergangen, zoals smeltpunt en kookpunt.
De eenvoudigste faseovergangen zijn die tussen vaste stof, vloeistof en gasfase. Vaste stof komt voor als kristallijne, of als amorfe materie: glas, rubber, gel. Vloeistof is meestal isotroop, maar er bestaan ook anisotrope vloeistoffen (vloeibare kristallen).
Veel kristallijne vaste stoffen vertonen, afhankelijk van temperatuur en druk, chemisch identieke, maar fysisch onderling verschillende, kristallijne fasen; ijs komt bijvoorbeeld in ten minste vijftien verschillende fasen voor. Iedere kristallijne fase (polymorf) van een gegeven stof is stabiel bij een karakteristieke temperatuur en druk. Het voorkomen van een samengestelde, vaste stof in meer dan een kristalstructuur wordt polymorfie genoemd.
Het voorkomen van verschillende fysische verschijningsvormen van een enkelvoudige, vaste stof wordt allotropie genoemd. Diamant, een allotroop van koolstof, wordt diep in de aardkorst als stabiele fase van koolstof gevormd, onder enorm hoge druk en bij hoge temperatuur. Na delving blijven diamanten, onder lagere druk en temperatuur, als metastabiele fase van koolstof bestaan.
Bij extreem lage temperaturen zijn nog andere aggregatietoestanden mogelijk:
- bose-einsteincondensaat
- superfluïde fase (komt voor bij helium).
- supergeleidende fasen.

Daarnaast zijn er stoffen met een ferromagnetische fase en een paramagnetische fase. Een andere bekende fase is de glasfase. Bij zeer hoge temperaturen treedt de plasmafase op.

## Verschil tussen fase en aggregatietoestand
Met name in de vaste aggregatietoestand kunnen sommige stoffen in verschillende fasen voorkomen.
Diamant en grafiet zijn beide vaste fasen van koolstof, maar verschillen onderling sterk in de rangschikking van hun kristallen.
Van vast water (ijs) zijn veel verschillende manieren bekend waarop de watermoleculen gerangschikt kunnen zijn, zie het artikel ijskristal.

## Notatie
We noteren de fasen bij bijvoorbeeld zuurstof (O2) als volgt:
| voorbeeld | fase              | afkorting |                                  |
| --------- | ----------------- | --------- | -------------------------------- |
| O2(s)     | vast              | s         | solid is Engels voor vast        |
| O2(l)     | vloeibaar         | l         | liquid is Engels voor vloeibaar  |
| O2(g)     | gas               | g         | gaseous is Engels voor gasvormig |
| O2(aq)    | opgelost in water | aq        | aqua is Latijn voor water        |

## Vast, vloeibaar en gasvormig
Veel stoffen komen in drie aggregatietoestanden voor. Bij een lage temperatuur vormen ze een vaste stof, bij wat hogere temperatuur een vloeistof en bij een nog hogere temperatuur een gas.
Bij deze veranderingen is het niet nodig dat de chemische bindingen in de moleculen van de stof worden veranderd. Bijvoorbeeld de vloeistof water kan bij lagere temperatuur overgaan in ijs en bij hogere temperatuur in waterdamp, onder bepaalde omstandigheden stoom genaamd. Deze drie fasen zijn allemaal opgebouwd uit hetzelfde H2O-molecuul.
De faseovergang van vast naar vloeibaar en die van vloeibaar naar gas kosten energie: de smeltwarmte en de verdampingswarmte die per stof voor die stof karakteristieke constanten zijn.
De overgang van de vaste stof in een vloeistof noemt men smelten, die van vloeistof in een gas verdampen. Andersom wordt de overgang van gas naar vloeistof condenseren genoemd, en van vloeistof naar vaste stof stollen.
Het is voor sommige stoffen onder bepaalde condities mogelijk om de vloeistoffase over te slaan. Voor de overgang tussen vast en gas spreekt men van sublimeren, bij overgang van gas direct naar vaste stof spreekt men van desublimeren of van verrijpen.

### Vaste stoffen
In een vaste stof zitten atomen strak aan elkaar geplakt. Zij liggen vaak zij aan zij heel dicht op elkaar. Daardoor is de stof vast. Soms vormen de atomen groepsgewijs herkenbare moleculen. In dat geval is de wisselwerking tussen de moleculen beduidend zwakker dan de chemische binding tussen de atomen in een molecuul. In veel gevallen is er geen sprake van een moleculaire opbouw.
Hoewel er wat uitzonderingen op deze regel zijn, kunnen atomen (respectievelijk moleculen) zich vrijwel niet door de stof heen en weer bewegen; ze wiebelen meestal maar wat rond rondom een vaste plek. Meestal vertoont de stapeling van de deeltjes een strakke regelmaat en vormt een rooster. In dat geval spreken we van een kristallijne vaste stof. Bij een glas ontbreekt deze orde.
Kristallijne vaste stoffen hebben een structuur die in veel gevallen anisotroop is. Dat wil zeggen dat de eigenschappen afhangen van de richting in het kristal. De anisotropie hangt nauw samen met de symmetrie van het rooster. De ene kristallijne fase kan vaak van de andere aan de hand van het type rooster en zijn symmetrie onderscheiden worden. Kristallijne fasen kunnen uit moleculen zijn opgebouwd, maar dat is zeker niet altijd het geval.
Een glas heeft geen regelmatig rooster en de eigenschappen zijn in de regel isotroop.
Vaste stoffen zijn vaak niet erg in elkaar oplosbaar. Volledige oplosbaarheid is alleen mogelijk als de symmetrieën gelijk zijn of zeer nauw verwant zijn. Een goed voorbeeld van volledige oplosbaarheid zijn de metalen zilver en goud. Zij hebben dezelfde kristalstructuur en zijn in iedere verhouding oplosbaar. Deze vaste oplossing (legering) van zilver en goud wordt elektrum genoemd.

### Vloeistoffen
In een vloeistof bestaan ook sterke aantrekkende krachten tussen de moleculen, maar de moleculen zitten niet erg lang aan elkaar vast. Anders dan in een vaste stof vinden er voortdurend verschuivingen plaats. Moleculen bewegen door elkaar heen, maar trekken wel voortdurend aan elkaar. De stof vloeit, maar er is niet veel lege ruimte tussen de moleculen.
De aanduiding smelt wordt gebruikt voor een semi-vloeibare fase en de vloeibare fase van (mengsels van) stoffen die tot ruim boven kamertemperatuur (>200 °C) vast zijn, zoals de meeste zouten en metalen.
Vloeistoffen vertonen een sterkere neiging tot wederzijdse oplosbaarheid dan vaste stoffen, maar oplosbaarheid is zeker niet gegarandeerd. Olie en water zijn een goed voorbeeld daarvan.
De meeste vloeistoffen zijn isotroop, maar er zijn uitzonderingen die vloeibare kristallen genoemd worden.

### Gassen
In een gas zijn de aantrekkende krachten te klein om de snel bewegende moleculen aan elkaar te plakken. Het grootste deel van de tijd bewegen de moleculen van een gas vrijwel zonder last te hebben van andere moleculen. Er is lege ruimte om de moleculen.
Gassen zijn altijd volledig mengbaar. Men zou kunnen zeggen dat er eigenlijk maar één gasfase bestaat.

### Overgangen
De faseovergangen tussen de hierboven genoemde fasen vinden plaats omdat de krachten tussen de moleculen boven een zekere temperatuur niet meer groot genoeg zijn om de moleculen op hun plaats te houden. Het is dus niet zo dat bij hogere temperaturen de krachten tussen de moleculen kleiner worden. De overgang van de ene naar de andere fase verloopt meestal geleidelijk, middels het proces van nucleatie en groei.
Dat een faseovergang onder bepaalde condities reversibel optreedt betekent dat de twee fasen onder die condities een gelijke vrije energie hebben. Er kan bij zo'n faseovergang enthalpie vrijkomen terwijl de entropie van het systeem afneemt, of andersom.
Wanneer aan een systeem dat geen faseovergang vertoont warmte wordt toegevoerd neemt daardoor de temperatuur continu toe. Tijdens een faseovergang wordt (een gedeelte van) de toegevoerde energie gebruikt om de faseovergang te laten plaatsvinden en kan een plotselinge verandering worden waargenomen in de snelheid waarmee de temperatuur toeneemt. Hierop berusten technieken om faseovergangen te kunnen waarnemen (micro-calorimetrie).
Een voorbeeld uit de dagelijkse praktijk is een pan water op een vuur: de temperatuur van het water neemt snel toe totdat de faseovergang vloeistof naar damp begint. Op dat moment blijft de temperatuur stabiel op het kookpunt van 100 °C totdat al het water in dampvorm is overgegaan. Terwijl deze faseovergang erg duidelijk is en ook kan worden waargenomen zonder de temperatuur in de tijd te volgen, kunnen andere faseovergangen zo subtiel zijn dat er geen enkele andere manier is om ze betrouwbaar waar te nemen.
Een faseovergang in een kristallijn materiaal kan ook worden gevolgd door het maken van kristallografische metingen. Hieruit kan vaak in detail worden vastgesteld wat er in de stof verandert tijdens de overgang.

## Bose-einsteincondensaat
Het bose-einsteincondensaat is een laagenergetische toestand (lager dan de vaste toestand), waarbij de atomen als het ware samensmelten tot één groot atoom. Omdat ze bij zeer lage temperaturen zeer langzaam bewegen raakt hun positie volgens de kwantummechanica meer verspreid en gaat overlappen. Het condensaat hangt nauw samen met het fermionisch condensaat; het verschil tussen beiden ligt in het soort deeltjes dat versmelt.

## Plasma
De plasmatoestand is een hoogenergetische toestand (hoger dan de gastoestand) waarbij de elektronen loskomen van de kernen (geïoniseerd gas).

## Amorfe fase
Als een vloeistof zo snel afkoelt dat zij geen kristallen kan vormen, zal zij niet de vaste fase aannemen. Zij zal daarentegen de amorfe fase (glasfase) aannemen. De temperatuur waarbij een vloeistof omgezet wordt in de glasfase noemt men het glaspunt.

## Polymorfie
Wanneer men een stof nauwkeuriger bestudeert kunnen er binnen met name de vaste aggregatietoestand meerdere structuren worden gevonden, dit fenomeen wordt polymorfie genoemd. Zo zijn er voor ijs (vast water) wel zeven verschillende manieren bekend waarop de watermoleculen gerangschikt kunnen zijn. Dit zijn zeven vaste fasen van water. Deze verschillende vaste fasen van een stof treden op bij verschillen in druk en temperatuur. Ook kan het veranderen van de afkoelsnelheid bij stollen een andere vaste fase opleveren. De verschillen tussen polymorfen van dezelfde chemische stof kunnen groot zijn: diamant en grafiet zijn twee polymorfen van koolstof, die in veel eigenschappen verschillen als dag en nacht. Polymorfie bij een enkelvoudige vaste stof wordt allotropie genoemd.
Voor geneesmiddelen die in vaste vorm worden toegediend is het van groot belang om alle mogelijke vaste kristallijne fasen te verkennen alvorens het product op de markt te brengen. Een onbekende fase (polymorf) kan anders later de werking van het medicijn op gevaarlijke manieren veranderen.

## Vloeibare kristallen
Sommige chemische verbindingen kennen verschillende vloeistoffasen. De normale vloeistoffase die bijna alle verbindingen kennen wordt de isotrope vloeistoffase genoemd, dat wil zeggen dat er geen richting in kan worden herkend. De eigenschappen zijn hetzelfde in welke richting men ook kijkt. Naast de isotrope vloeistoffase bestaan er ook anisotrope vloeistoffasen, ook wel vloeibaar kristallijne fasen genoemd. In zo'n fase is er een zekere mate van richting en ordening; de moleculen kunnen bijvoorbeeld allemaal ongeveer dezelfde kant op wijzen, of in kolommen samenpakken.

## Mengsels en vaste oplossingen

### Vloeibare mengsels
Echt interessant wordt de faseleer, wanneer mengsels worden bestudeerd. Sommige vloeistoffen, zoals water en alcohol, zijn altijd en in elke verhouding mengbaar, andere, zoals water en olie, zijn altijd slecht mengbaar. Mengsels vertonen bij verschillende temperaturen verschillend gedrag: bijvoorbeeld ontmenging bij suikerwater, waaruit bij dalende temperatuur opgeloste suiker neerslaat/kristalliseert. Ook bij mengsels van vaste stoffen kunnen soortgelijke effecten optreden, die een dramatisch verschil kunnen uitmaken in de eigenschappen van materialen.

### Vaste mengsels
Zo is wit uitgeslagen chocolade het gevolg van een faseovergang van een van de in het mengsel chocola aanwezige componenten, waardoor ontmenging optreedt. Boven kamertemperatuur smelt de in de chocola aanwezige cacaoboter. Als de omgevingstemperatuur vervolgens daalt, zal de gesmolten cacaoboter stollen/uitkristalliseren, maar niet meer in het mengsel chocola terugkeren: er ontstaat een segregatie (fasenscheiding), waarbij de cacaoboter-kristallen zichtbaar zijn als witte uitslag. Een andere vorm van fasenscheiding in chocola ontstaat wanneer chocola bij hoge luchtvochtigheid of bij sterk wisselende temperaturen wordt bewaard. Er vormt zich dan condens op de chocola, waarin vervolgens de suiker uit de chocola oplost. Bij hogere temperatuur of afnemende luchtvochtigheid zal de condens verdampen en blijven de suikerkristallen achter.
Metaallegeringen (metaalmengsels) bestaan meestal niet uit één vaste fase, maar kennen - afhankelijk van hun precieze samenstelling en temperatuur - meerdere vaste fasen. Dit wordt een vaste oplossing of mengkristal genoemd. Elke fase kenmerkt zich door een eigen manier waarop de atomen een kristalrooster vormen. De stabiliteit van de verschillende fasen van gemengde stoffen en de met deze stabiliteit samenhangende mengbaarheid van stoffen worden vaak weergegeven in een fasediagram, dat in een grafiek de compositie van een 2-componentensysteem tegen een externe variabele, bijvoorbeeld temperatuur, uitzet, of de compositie van een 3-componentensysteem bij vaste (invariabele) omstandigheden.
Tinpest is een fasenscheiding die optreedt in het metaalrooster van de zuivere stof zilverwitte tin. Onder de 13,2 °C streven de tinionen naar een andere ruimtelijke rangschikking. De nieuwe ruimtelijke rangschikking van de tinionen heeft bij deze lagere temperaturen de grootste stabiliteit. Deze polymorf van tin is het grijszwarte α-tin. Zolang de faseovergang van zilverwitte β-tin naar de grijszwarte α-tin niet voltooid is bestaat het betreffende tinnen voorwerp dus uit een mengsel van twee polymorfen van tin.